# Lennart Schultz
Lennart Schultz (* 3. März 2002 in Göttingen) ist ein deutscher Basketballspieler.

## Werdegang
Schultz spielte bis 2020 für die BG 74 Göttingen in der Jugend und in der Herren-Oberliga.
In der Saison 2021/22 bestritt er 13 Spiele für den BBC Coburg in der 2. Bundesliga ProB. Er spielte in der Folge für den Regionalligisten ASC 1846 Göttingen an der Seite seiner Brüder Nikolas und Christopher, Ende September 2024 gab Schultz seinen Einstand bei der BG Göttingen in der Basketball-Bundesliga. 2025 stieg er mit der BG aus der Bundesliga ab. Im Juli 2025 wurde Schultz’ Vertrag in Göttingen aufgelöst, er widmete sich fortan der Spielart 3×3-Basketball.